# Stanton (Iowa)
Stanton – miasto w Stanach Zjednoczonych, w stanie Iowa, w hrabstwie Montgomery. Zgodnie ze spisem statystycznym z 2000 roku, miasto liczyło 714 mieszkańców.